# Azima tetracantha
Espèce
Statut de conservation UICN

 LC  : Préoccupation mineure
Azima tetracantha est une espèce de plantes à fleurs de la famille des Salvadoraceae. C'est une plante ornementale ayant aussi pour nom commun Bee Sting Bush et connue sous le nom de « Yashankala » en Ayurveda.

## Description

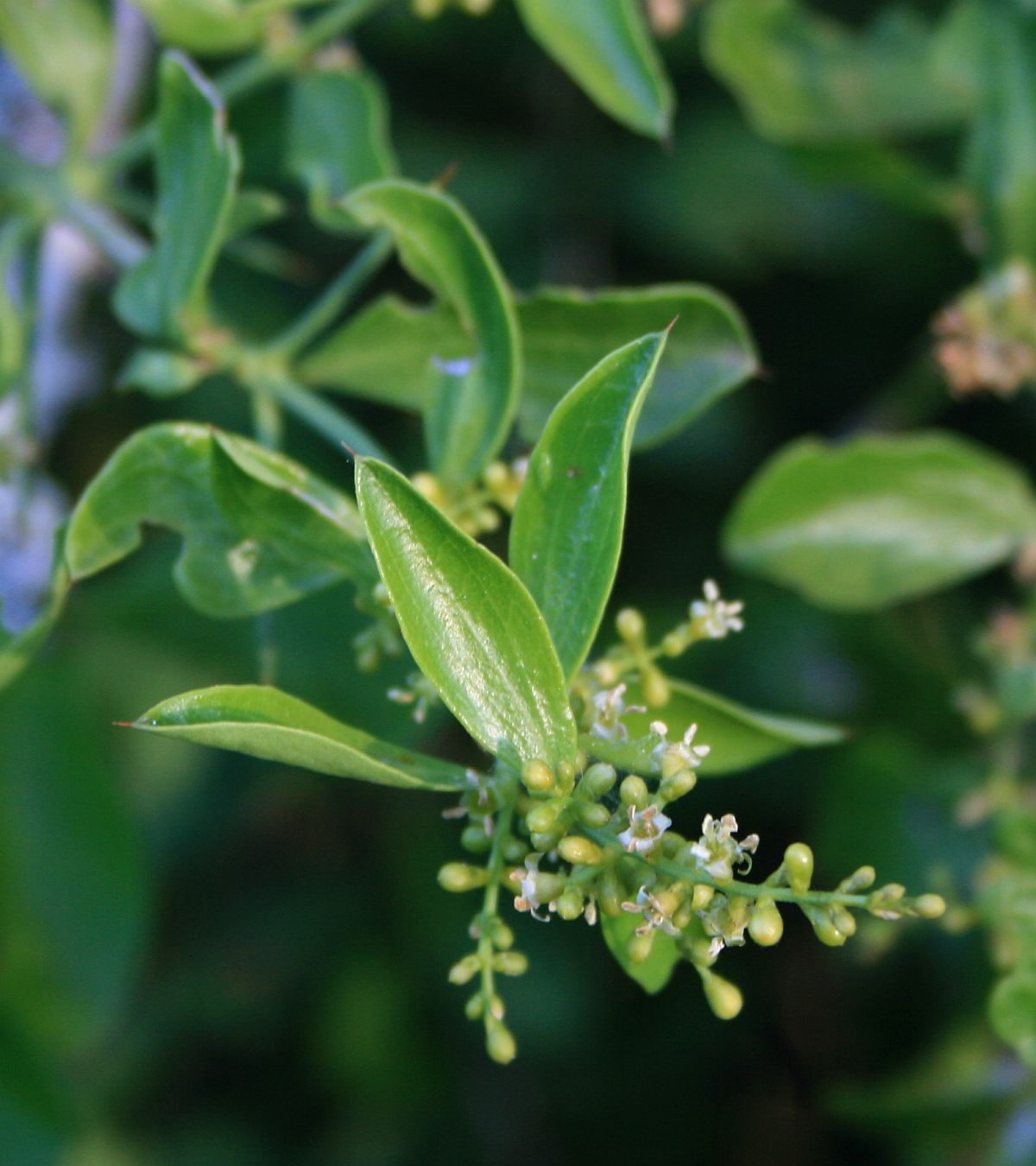
Rameau fleuri.

C'est un arbuste ou un arbre.

## Répartition et habitat
Ce taxon se rencontre dans les pays suivants : Afrique du Sud, Angola, Bangladesh, Birmanie, Burundi, Comores, Eswatini, Inde, Kenya, Madagascar, Malawi, Mayotte, Mozambique, Namibie, Oman, Ouganda, Rwanda, République démocratique du Congo, Seychelles, Somalie, Sri Lanka, Tanzanie, Yémen, Zambie, Zimbabwe.
Il pousse principalement dans le biome tropical saisonnier sec.

## Utilisation
Son feuillage est un médicament important pour les traitements post-grossesse. Il est également utilisé pour les « traitements karkidaka » qui sont célèbres au Kerala.

## Systématique
Le nom correct complet (avec auteur) de ce taxon est Azima tetracantha Lam..
Azima tetracantha a pour synonymes :
- Azima nova J.F.Gmel.
- Azima sarmentosa Vill.
- Azima sarmentosa Vill. ex Vidal
- Azima spinosissima Engl.
- Azima tetracantha var. laxior C.H.Wright
- Azima tetracantha var. pubescens H.Perrier
- Fagonia montana Miq.
- Kandena spinosa Raf.
- Monetia barlerioides L'Her.
- Monetia tetracantha (Lam.) Salisb.